# Ben Clanton
Ben Clanton (né en 1988) est un auteur de bande dessinée pour enfants et illustrateur américain.

## Biographie
Après des études en anthropologie et science politique, il se dirige finalement vers une carrière dans l'enseignement. Mais son souhait est d'être un auteur de livres pour enfants. Après avoir soumis son travail à plusieurs éditeurs, il est édité pour la première fois en 2012. Il découvre le succès en 2016 avec la publication de Narwhal: Unicorn of the Sea!.
Ses livres sont pour des enfants de 6 à 9 ans.

### Vie privée
Il est marié et a un fils.

## Œuvres
- 2013 : Mo's Mustache
- 2015 : Something Extraordinary
- 2016
  - Narwhal: Unicorn of the Sea! (Tome 1)
  - It Came in the Mail
- 2017
  - Boo Who?
  - Rex Wrecks It!
  - Rot, the Cutest in the World
- 2018
  - Super Narwhal and Jelly Jolt (Tome 2)
  - Peanut Butter and Jelly (Tome 3)

2019 : Narwhal's Otter Friend (Tome 4)

## Récompense
- 2017 : Prix Eisner de la meilleure publication pour petits lecteurs avec Narwhal : Unicorn of the Sea